# Morpho laertes
Morpho laertes − gatunek motyli z rodziny rusałkowatych i podrodziny Morphinae.

## Taksonomia
Gatunek opisany został w 1782 roku przez Dru Drury'ego, jako Papilio laertes.

## Opis
Osiąga od 10 do 10,8 cm rozpiętości skrzydeł, które ubarwione są srebrzystobiało, ze słabym perłowym połyskiem. W części wierzchołkowej przednich skrzydeł znajdują się charakterystyczne, czarne plamy, które nieco liczniejsze są na stronie spodniej. Tylna para skrzydeł opatrzona jest żółtymi oczkami nieco wydłużonego kształtu.
Gąsienica ubarwiona jest szarobrązowo-żółto z czerwonobrązowymi plamkami na grzbiecie. Ciało ma pokryte włoskami.

## Biologia i ekologia
Gąsienice żerują na liściach roślin z rodzaju Inga. Owady dorosłe są aktywne za dnia i chętnie odwiedzają fermentujące owoce, zwłaszcza z rodzaju Artocarpus.

## Rozprzestrzenienie
Gatunek endemiczny dla lasów tropikalnych Brazylii.